# Лепуя
Лепуя — деревня в Шугозёрском сельском поселении Тихвинского района Ленинградской области.

## История

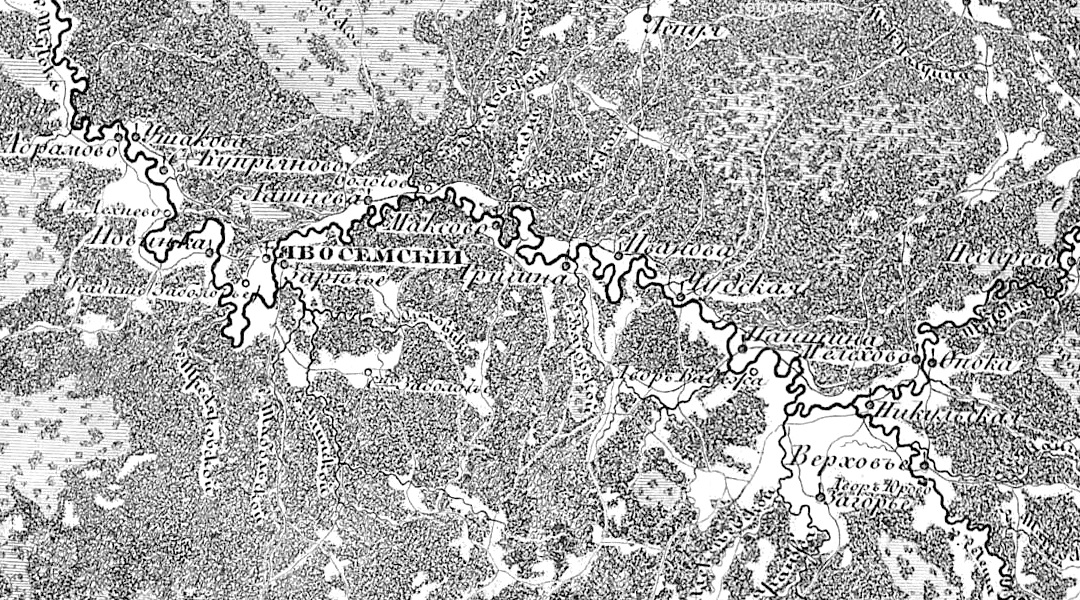
Деревня Лепуя на семитопографической карте Новгородской губернии 1847 года

ЛЕПУЯ — деревня Палуйского общества, прихода Явосемского погоста.

Крестьянских дворов — 7. Строений — 10, в том числе жилых — 7.

Число жителей по семейным спискам 1879 г.: 18 м. п., 18 ж. п.; по приходским сведениям 1879 г.: 17 м. п., 18 ж. п.

В конце XIX — начале XX века деревня административно относилась к Кузьминской волости 2-го земского участка 2-го станаа Тихвинского уезда Новгородской губернии.

ЛЕПУЯ — деревня Палуйского общества, дворов — 14, жилых домов — 21, число жителей: 50 м. п., 43 ж. п.
 
Занятия жителей — земледелие, рубка и сплав леса. Река Явосьма. (1910 год)

По сведениям на 1 января 1913 года в деревне было 126 жителей из них детей в возрасте от 8 до 11 лет — 21 человек.
С 1917 по 1918 год деревня входила в состав Кузьминской волости Тихвинского уезда Новгородской губернии. 
С 1918 года в составе Череповецкой губернии.
С 1924 года в составе Капшинской волости.
С 1927 года в составе Явосемского сельсовета Капшинского района.
В 1928 году население деревни составляло 98 человек.
Согласно карте Ленинградской области Северо-западного аэрогеодезического треста ГГУ издания 1932 года деревня насчитывала 14 крестьянских дворов:
| Внешние изображения | Внешние изображения              |
| ------------------- | -------------------------------- |
|                     | Деревня Лепуя на карте 1932 года |

По данным 1933 года деревня Лепуя входила в состав Явосемского сельсовета Капшинского района Ленинградской области.
В 1958 году население деревни составляло 75 человек.
С 1963 года в составе Тихвинского района.
По данным 1966, 1973 и 1990 годов деревня Лепуя входила в состав Явосемского сельсовета.
В 1997 году в деревне Лепуя Шугозёрской волости проживали 8 человек, в 2002 году — 3 человека (все русские).
В 2007 году в деревне Лепуя Шугозёрского СП также проживали 3 человека, в 2010 году — 2.

## География
Деревня расположена в северо-восточной части района на автодороге 41К-885 (Шугозеро — Никульское).
Расстояние до административного центра поселения — 16 км.
Расстояние до ближайшей железнодорожной станции Тихвин — 82,5 км.
К северу от деревни находится исток Болотовского ручья, правого притока реки Явосьма.

## Демография
| 2007 | 2010 | 2017 |
| ---- | ---- | ---- |
| 3    | ↘2   | ↗8   |

### Национальный состав
Согласно данным Всероссийской переписи населения 2021 года в деревне проживали 4 человека, все русские.

## Улицы
Ореховая.